# Шатрие, Филипп
Фили́пп Шатрие́ (фр. Philippe Chatrier; 2 февраля 1926, Кретей — 22 июня 2000, Динар, Иль и Вилен) — французский теннисист, спортивный журналист и функционер. Основатель журнала Tennis de France, председатель Федерации тенниса Франции, Международной федерации тенниса (ITF), член МОК. В бытность Шатрие председателем ITF состоялось возвращение тенниса в программу Олимпийских игр. Член Международного зала теннисной славы с 1992 года.

## Биография
Филипп Шатрие начинал свою карьеру как успешный теннисист-любитель. В 1945 году он выиграл юношеский чемпионат Франции, а с 1948 по 1950 год приглашался в национальную сборную в Кубке Дэвиса. В начале 50-х годов он также выступал на Уимблдонском турнире, в 1951 году дошёл там до третьего круга (повторение его лучшего результата на чемпионате Франции), но в 1953 году переключился на спортивную журналистику. Он основал собственный журнал Tennis de France — первое теннисное периодическое издание в стране, а с 1953 по 1963 год вёл спортивную рубрику в ежедневной газете Paris-Presse. Журналистская карьера Шатрие продолжалась до 40-летнего возраста.
Со временем влияние Шатрие во французских теннисных кругах росло. Он был одним из горячих сторонников открытия любительских теннисных турниров для профессионалов, и с началом Открытой эры занял пост вице-председателя Федерации тенниса Франции, возглавив эту структуру в 1973 году. В 1969-1972 годах он также был капитаном сборной Франции в Кубке Дэвиса и дважды выводил её за этот период в полуфинал турнира. В бытность вице-председателем федерации он, по совету американского теннисиста Артура Эша, обратил внимание на 11-летнего камерунского вундеркинда Янника Ноа, обеспечив тому участие в национальной французской программе подготовки молодых теннисистов; впоследствии Ноа станет первым за 36 лет французским теннисистом, победившим на «Ролан Гаррос» в одиночном разряде. На второй год своей каденции в качестве председателя федерации Шатрие совершил один из самых скандально известных шагов в своей карьере спортивного функционера, наложив запрет на участие в Открытом чемпионате Франции лидера мирового тенниса Джимми Коннорса за участие в профессиональной лиге World Team Tennis. Коннорс, выигравший в этот год Открытый чемпионат Австралии, Уимблдонский турнир и Открытый чемпионат США, таким образом, возможно, был лишён Шатрие возможности завоевать Большой шлем. Сам Шатрие позже признавал такую возможность, но оправдывался тем, что даты проведения WTT, где ведущие игроки получали крупные призовые суммы, накладывались на даты проведения Открытого чемпионата Франции и без крайних мер судьба последнего оказалась бы под угрозой. Для Шатрие этот вопрос был критичным: Открытый чемпионат Франции переживал тяжёлые времена, поскольку его стадион был старым и тесным, а новые профессиональные турниры отбивали публику. Попытка проводить матчи поздно вечером не увенчалась успехом, так как ночи в это время года оставались слишком холодными, какая бы жара ни стояла днём, и грунт кортов переставал быть подходящим для игры. От предложений построить новый стадион за городом Шатрие отказался, ссылаясь на традиции, связанные со стадионом «Ролан Гарро». Для спасения турнира ему даже пришлось заключить двухлетний контракт, по которому к названию Открытого чемпионата Франции добавлялось имя спонсора. В середине 1970-х годов Шатрие удалось переломить ситуацию, когда он убедил парижские власти предоставить землю для расширения стадиона, а государственный телеканал TF1 — организовать ежедневные круглосуточные трансляции Открытого чемпионата Франции по образцу тех, которые вела с Уимблдонского турнира корпорация «Би-би-си»).
В 1977 году Шатрие был избран председателем Международной федерации тенниса (ITF). В этом качестве он вёл переговоры сначала с президентом МОК лордом Килланином, а затем с его преемником Хуаном Антонио Самаранчем о возвращении тенниса в программу Олимпийских игр. Самаранч, в отличие от Килланина, оказался восприимчив к этой идее, и уже на Лос-анджелесской Олимпиаде 1984 года теннис появился в программе как показательный вид, а к Олимпиаде в Сеуле 1988 года вновь стал после более чем 60-летнего перерыва полноценным видом программы. В 1990 году Шатрие, восемь лет бывший членом Национального Олимпийского и спортивного комитета Франции, стал членом МОК.
Филипп Шатрие был дважды женат. От первого брака, с английской теннисисткой Сьюзен Партридж, у него было двое сыновей — Жан-Филипп и Уильям. Позже, в 1993 году, 67-летний Шатрие женился на Клодин Кро (фр. Claudine Cros)— бывшей чемпионке Франции по гольфу. В 90-е годы он постепенно оставил все занимаемые руководящие посты. С должности председателя ITF он ушёл в 1991 году, после 14 лет во главе этой структуры. Пост члена МОК он занимал до 1996 года. Во главе французской теннисной федерации Шатрие оставался до 1993 года — в общей сложности 20 лет. В последние годы жизни у Шатрие развилась болезнь Альцгеймера, и в июне 2000 года он скончался.

## Признание заслуг
Главными достижениями своей карьеры, помимо возвращения тенниса в программу Олимпийских игр, Шатрие называл развитие Открытого чемпионата Франции и открытие при ITF отдела развития, задачей которого стала поддержка тенниса в разных странах мира. В 1978 году Шатрие удалось убедить владельца канала TF1, своего старого знакомого по журналистской жизни, организовать ежедневную полномасштабную трансляцию игр Открытого чемпионата Франции на его канале, подобно тому, как в Англии уже много лет транслировали Уимблдонский турнир; это стало поворотным событием в истории Открытого чемпионата Франции, интерес к которому угасал в эти годы. Вместе с крупными капиталовложениями в расширение и благоустройство стадиона «Ролан Гаррос» этот шаг вернул парижский турнир к жизни.
После ухода Шатрие с поста президента ITF в 1991 году он продолжал оставаться пожизненным почётным президентом этой организации. Таким же образом были отмечены заслуги перед МОК: после окончания активного периода работы в МОК Шатрие оставался его почётным членом вплоть до 2000 года.
Заслуги Филиппа Шатрие перед теннисом были отмечены в 1992 году, когда его имя было включено в списки Международного зала теннисной славы. В 2001 году его именем был назван центральный корт стадиона «Ролан Гаррос». Имя Филиппа Шатрие также носит высшая награда ITF, вручаемая за долгое выдающееся служение теннису. Приз Филиппа Шатрие присуждается ежегодно начиная с 1996 года.